# Église Notre-Dame de Lusignan-Petit
L'église Notre-Dame est une église catholique située à Lusignan-Petit, en France.

## Localisation
L'église est située dans le département français de Lot-et-Garonne, à Lusignan-Petit.

## Historique
Lusignan-Petit a été le siège d’un prieuré dépendant de l’abbaye Saint-Géraud d’Aurillac.
L'église est entièrement reconstruite au XVIe siècle : 
- l'essentiel du gros-œuvre date du début du siècle.
- la voûte de la travée précédant le cœur semble légèrement postérieure, peut-être à la suite de son effondrement. Le raccordement de l'ancien système de voûtement au nouveau se fait par deux culots figurés soutenant les ogives et les tiercerons.
- deux nouvelles chapelles sont construites côté ouest en 1557 (on peut lire l'inscription LAN 1557 sur la clé de voûte de la chapelle sud-ouest).

D'après J.R. Marboutin, l'ancien clocher surmontait la dernière travée est de la nef. Il avait été réparé en 1551 à la suite de la visite du vicaire Jean de Vallier. Les habitants de la commune avaient demandé sa réparation en 1814, mais il s'est effondré le 7 février 1815. L'architecte du département et de la ville d'Agen, Jacques Bourrières, propose plusieurs projets entre 1816 et 1819 avec un clocher-pignon, année d'approbation du projet. Un nouveau projet à l'emplacement actuel est proposé en 1820. Il est réalisé en 1821 par le maçon d'Agen Jean Melin. 
En 1864, Gustave Bourrières (1807-1867), architecte diocésain et architecte du département, fils de l'architecte Bourrières, propose un nouveau projet de restauration en 1864. Il est partiellement repris en 1872 par Léopold Payen avec le voûtement des deux premières travées de nef, la restauration de la façade occidentale (portail, oculus) et la construction de la sacristie. Les travaux sont réalisés par l'entrepreneur Marc Planès sous la direction de l'architecte d'Agen T. Teulère en 1874.
L'édifice est inscrit au titre des monuments historiques le 23 mai 2005,.

## Description
L'abside pentagonale s'ouvre sur une nef avec deux croisillons à deux travées formant transept. Le chœur et la croisée de transept sont voûtés avec des liernes et tiercerons au XVIe siècle. Les voûtes des deux premières travées sont refaites en 1874. Le clocher s'est effondré en 1815. Il est déplacé et reconstruit en 1821 à côté du côté sud de l'abside.